# 駱寯
駱寯（？—？），號權永，湖广荆州府宜都县人。

## 生平
崇祯十二年（1639年）己卯科湖广乡试举人，崇祯十三年（1640年）庚辰科進士，户部观政，未任官。